# Tribulus cistoides

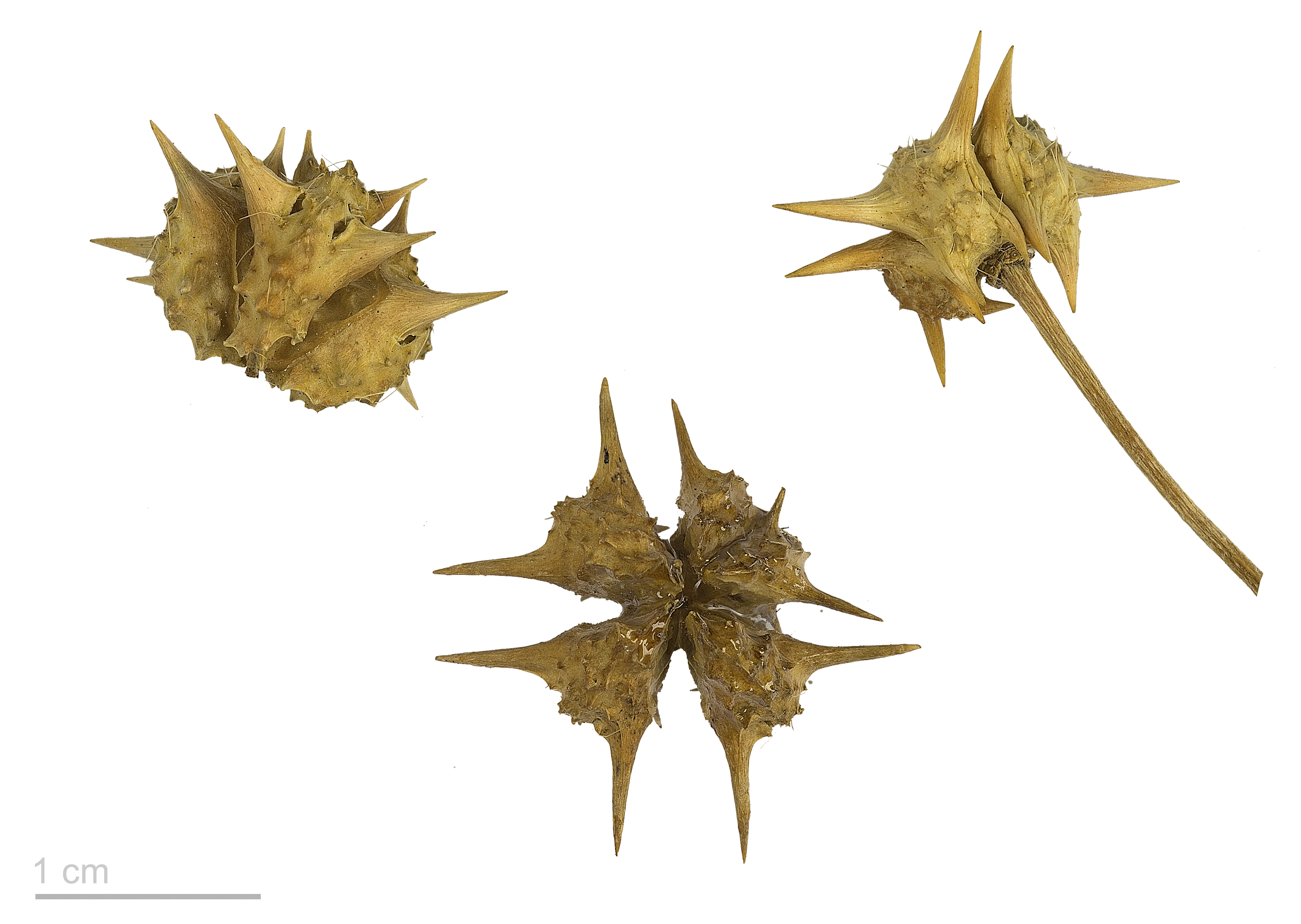
Tribulus cistoides

Tribulus cistoides är en pockenholtsväxtart som beskrevs av Carl von Linné. Tribulus cistoides ingår i släktet tiggarnötter, och familjen pockenholtsväxter. Utöver nominatformen finns också underarten T. c. arenicola.